# Carmen Argibay
Carmen Argibay (Buenos Aires, 15 juni 1939 – aldaar, 10 mei 2014) was een Argentijns jurist. Ze begon haar loopbaan als griffier en klom uiteindelijk op tot rechter. Van 2002 tot 2005 was ze rechter van het Joegoslavië-tribunaal en daarna werd ze opperrechter van haar eigen land. Parallel werkte ze zich op tot hoogleraar strafrecht.

## Levensloop
Argibay studeerde in 1964 af in rechten in Buenos Aires. Ondertussen begon ze in 1959 met haar loopbaan als juniorgriffier aan een correctioneel hof en van 1961 tot 1965 aan een jeugdstrafhof. Daarna werkte ze enkele jaren in de advocatuur. In 1969 keerde ze terug naar haar vak als griffier en werkte ze voor verschillende jeugdstrafhoven, totdat ze na de militaire staatsgreep van 1976 uit haar ambt werd gezet en negen maanden zonder proces werd vastgehouden. Van 1977 tot 1984 werkte ze opnieuw als advocaat.
Na het herstel van de democratie werd ze in 1984 benoemd tot onderzoeksrechter en in 1988 bevorderd tot rechter van het Nationale Hof van Strafrechtelijk en Correctioneel Beroep. Van 1993 tot 2002 was ze vervolgens rechter van de Verhoorrechtbank (Tribunal Oral) dat strafzaken behandelt. Van 2002 tot 2005 was ze rechter ad litem voor het Joegoslavië-tribunaal. Vervolgens werd ze rechter van het hooggerechtshof van Argentinië.
Naast haar juridische loopbaan bleef ze ook actief voor de universiteit. Na een selectie-examen doceerde ze vanaf 1968 aan de faculteit voor strafrecht. Hier werd ze in 1973 benoemd tot assistent-hoogleraar en werd ze van 1988 tot 1999 hoogleraar. Van 1998 tot 2002 maakte ze deel uit van het bestuur van het hoger instituut voor juridisch onderwijs. Verder is ze oprichtend lid van de Asociación Civil Justicia Democrática, waarvan ze van 1998 tot 2000 vicevoorzitter en aansluitend tot 2001 voorzitter was.
Ze was in Argentinië de eerste vrouw die werd benoemd tot opperrechter. Tijdens de selectieprocedure kreeg ze steun van mensenrechtenorganisaties en advocaten en oppositie van de Rooms-Katholieke Kerk en de pro-life-beweging, omdat ze een uitgesproken atheïst is en voorstander van de legalisering van abortus. Ook zou ze als kinderloos alleenstaande geen vertegenwoordiger zijn van de Argentijnse vrouw.
Ze overleed in 2014 op 74-jarige leeftijd aan de gevolgen van emfyseem.